# Rome: Total War
Rome: Total War е компютърна игра, походова стратегия, разработена от Creative Assembly, и издадена от Activision. Играта е трета от поредицата Total War.

## Сюжет
Играчът поема ролята на лидер на една от три представени римски фамили, като целта е, водейки военни кампании и чрез дипломация, да натрупа достатъчно популярност пред народа и сената – да превземе Рим. След като веднъж играта бъде изиграна с римляните, стават достъпни и други народи от тази епоха (270 г. пр. Хр – 14 сл. Хр.). Играта е характерна с това, че позволява управлението на многохилядни армии върху обширни бойни полета с многообразен релеф.

## Фракции
След приключване на основната кампания играчът има възможност да започне отначало с една от следните фракции: Древна Гърция, Египет, Царствто на селвкидите, Картаген, Галия, Партското царство, Германските племена и Британите. На картата присъстват и други народи, като например Траките, Даки и др.

## Исторически битки
В Rome: Total War могат да бъдат изиграни и няколко исторически битки, като например:
Битката в Тевтобургската гора, Обсадата на Спарта, Битката при Аскулум и др.

## Продължения
На 27 септември 2005 г. излиза Rome: Total War Barbarian Invasion, която включва варварските племена застрашаващи римската империя в периода 363 г. до 476 г. Тук място в геймплея намират и религиите. На 19 юни 2006 г. излиза и второто продължение на играта – Rome: Total War Alexander, където действието се развива от 336 г. пр. Хр. до 323 г. пр. Хр. и проследява възхода на Древна Македония